# دهستان آب‌انار
آب‌انار، دهستانی است از توابع بخش کلات شهرستان آبدانان در استان ایلام ایران.

## جمعیت
براساس سرشماری سال ۱۳۸۵ جمعیت آن ۲٬۱۴۹ نفر (۳۸۰ خانوار) بوده‌است.